# Higelin pour tout le monde
Albums de Jacques Higelin
Aux héros de la voltige
(1994) Paradis païen
(1998)
Higelin pour tout le monde est une compilation de Jacques Higelin, sortie en 1997.

## Chansons
Toutes les chansons sont écrites et composées par Jacques Higelin, sauf 1, 2 et 4 (Simon Boissezon, Jacques Higelin), et 11 (K.Brandow, R.W.Spotswood).
| No  | Titre                                          | Durée |
| --- | ---------------------------------------------- | ----- |
| 1.  | Paris-New York, New York-Paris                 |       |
| 2.  | Mona Lisa Kaxon                                |       |
| 3.  | Cigarette                                      |       |
| 4.  | L'ange et le salaud                            |       |
| 5.  | La rousse au chocolat                          |       |
| 6.  | Je veux cette fille                            |       |
| 7.  | Pars                                           |       |
| 8.  | Denise                                         |       |
| 9.  | Lettre à la petite amie de l'ennemi public n°1 |       |
| 10. | Champagne                                      |       |
| 11. | Hold Tight                                     |       |
| 12. | Tête en l'air                                  |       |
| 13. | Nascimo                                        |       |
| 14. | Tombé du ciel                                  |       |
| 15. | Parc Montsouris (à mon père)                   |       |
| 16. | Ce qui est dit doit être fait                  |       |
| 17. | Le berceau de la vie                           |       |

## Musiciens
- Jacques Higelin, chant, piano, guitare, accordéon...
- Simon Boissezon, guitare.
- Michel Santangelli, batterie.
- Micky Finn.
- Dominique Mahut, percussions.
- Serge Pérathoner.
- Michael Suchorsky, batterie.
- Frank Wuyts, claviers.
- Denis Van Hecke, violoncelle.
- Michel Pagliaro.
- Les frères Guillard, cuivres.